# Josep Mercadé Martí
Josep Mercadé Martí (Reus, 8 de juliol de 1871 - 4 d'abril de 1902) va ser un mestre i periodista reusenc.
Fill de petits botiguers de Reus, els seus pares tenien una drogueria. Va estudiar magisteri a Tarragona i va exercir a la seva ciutat. D'ideologia republicana federal, el 1887 va ser un dels membres fundadors de la Societat de Lliurepensadors de Reus que integrava republicans federals, maçons i anarquistes. Publicà poemes i articles de caràcter federal a revistes reusenques: a La Autonomía, El Federal, La República Federal i El Eco del Centro de Lectura, on col·laborà en diverses èpoques de la revista d'aquesta entitat, i a El Pandemonium, un periòdic de discussió d'idees, i el 1901 va ser director del setmanari La Discusión, de tendència republicana federal, direcció que exercí fins a la seva mort el 1902. Estrenà també algunes obres de teatre en català que no s'arribaren a publicar.